# 布朗什峰 (本寧阿爾卑斯山脈)

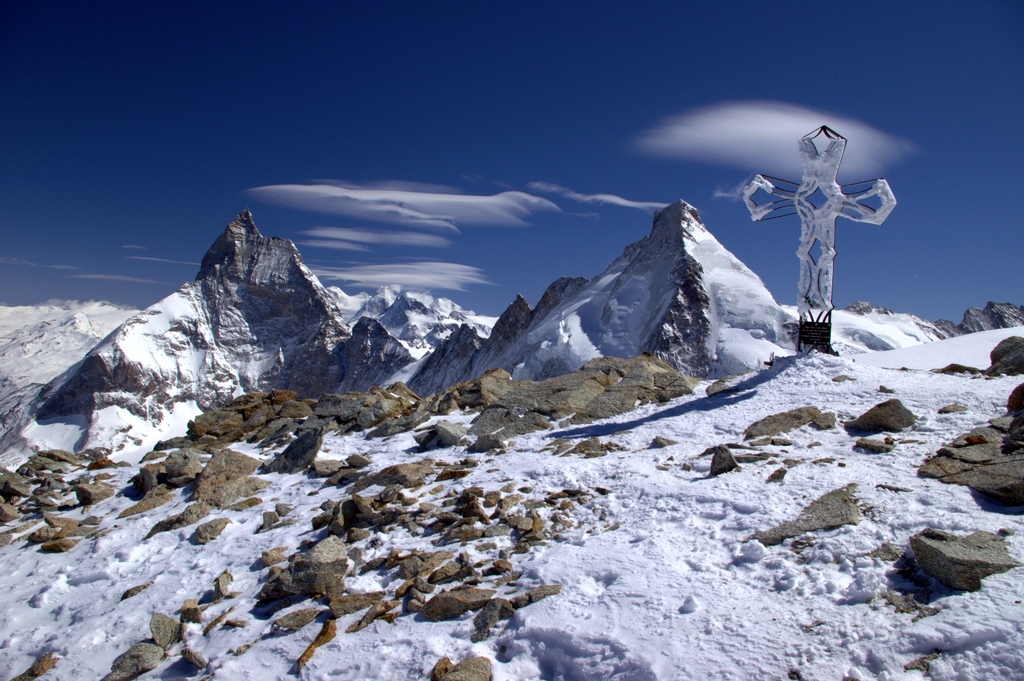

45°59′15″N 7°34′30″E / 45.98750°N 7.57500°E
布朗什峰（義大利語：Tête Blanche），是南歐的山峰，位於瑞士和意大利接壤的邊境，由瓦萊州和瓦萊達奧斯塔大區負責管轄，屬於本寧阿爾卑斯山脈的一部分，海拔高度3,710米。